# Баджпай, Апарнаа
Апарнаа Баджпай (англ. Aparnaa Bajpai, род. 4 сентября 1990, Канпур, Уттар-Прадеш) — индийская актриса, снявшаяся в фильмах на тамильском, хинди и малаялам. Она наиболее известна своей ролью в фильме 2010 года «Исан» режиссёра Сасикумара.

## Ранние годы
Баджпай родилась в семье Рамеша и Сушмы Баджпай, у неё есть два брата: Ашиш и Арпит.

## Карьера
Баджпай начала свою карьеру, работая моделью и появляясь в различных рекламных роликах, в том числе в рекламе безалкогольных напитков с Аамиром Ханом. Сасикумар выбрал Апарну для роли в «Исан» после того, как заметил её в такой рекламе. В фильме она снялась вместе с Вайбхавом Редди в роли Решмы Шиварадж, богатой студентки колледжа, изучающей каннада, и, в отличие от других актрис, Апарнаа сама дублировала свою роль. Премьера фильма состоялась в декабре 2010 года, и актёрский состав был оценён как «почти идеальный», а один критик назвал выступление Апарнаа «потрясающим».

## Фильмография
| Год  | Фильм              | Роль            | Язык       | Прим.                        |
| ---- | ------------------ | --------------- | ---------- | ---------------------------- |
| 2010 | Исан               | Решма Шиварадж  | тамильский |                              |
| 2013 | Karuppampatti      | Шантини, Кавери | тамильский |                              |
| 2013 | Существо 3D        | Шрути           | хинди      |                              |
| 2013 | Браслеты           | камео           | малаялам   | специальный номер            |
| 2013 | Horror Story       | Мэгги           | хинди      |                              |
| 2014 | Мумбаи 125 КМ      | Дия             | хинди      |                              |
| 2016 | Шьям               | Синдра          | малаялам   |                              |
| 2018 | XXX                | Дульхан         | хинди      | веб-сериал; сезон 1 эпизод 3 |
| 2018 | ХИТ: Первый случай | Самира          | хинди      |                              |